# Надбъбречна жлеза
Надбъбречната жлеза (на латински: glandula suprarenalis) е чифтен орган при бозайниците, представляващ двойка ендокринни жлези, разположени върху горната предна част на всеки от двата бъбрека. Надбъбречните жлези са отговорни за секрецията на няколко важни хормона, регулиращи стреса и метаболизма.

## Разположение
Анатомично, надбъбречните жлези са разположени в коремната кухина; при хората – на нивото на 12-ия гръбначен прешлен.

## Устройство
У хората дясната надбъбречна жлеза има триъгълна форма и тегло около 4 g, а лявата има форма на полумесец и тегло около 5 g. Жлезите се кръвоснабдяват от бъбречните артерии и са бедни на лимфни съдове.
Надбъбречната жлеза се състои от две части: кора, или кортикална част, и сърцевина, или медуларна част. Разграничението между тях е съществено, тъй като, регулирани от нервната система, двете части произвеждат различни видове хормони.

### Надбъбречна медула
Надбъбречната медула е сърцевината на надбъбречната жлеза, обвита от надбъбречната кора. Изградена е от хромафинни клетки, които произвеждат катехоламините адреналин (епинефрин) и норадреналин (норепинефрин). Тези два водноразтворими хормона, производни на аминокиселините тирозин, вземат участие в отговора на симпатиковата нервна система в резултат на стресов стимул.
Медулата може да се разглежда като специализиран ганглий на симпатиковата нервна система, при която липсват отделни синапси, а секретираните хормоните се отделят направо в кръвта.

### Надбъбречна кора
От своя страна надбъбречната кора е специализирана в синтеза на кортикостероидни хормони от холестерол. Една част от клетките синтезират кортизол, по подобие на хипоталамуса и хипофизата, друга част – адреногени като тестостерона, а трета част секретира алдостерон, който регулира водно-електролитния баланс в обмяната на веществата. Надбъбречната кора се регулира от хормони, произвеждани от невроендокринния дял на хипофизата и от хипоталамуса, както и от ренин-ангиотензиновата система.

## Дисфункции
- Хипофункция (намалената функция) на надбъбречните жлези може да настъпи, когато в жлезите протича туберкулозен процес, при сифилис и други. Хипофункцията причинява болестта на Адисон, която се проявява в загуба на тегло, ниско кръвно налягане, припадъци от слабост, диария.
- Хиперфункция на жлезите настъпва при аденом (вид тумор) на надбъбречната кора, при което се повишава производството или само на мъжки, или само на женски хормони. Хиперфункцията в млада възраст води до преждевременно полово съзряване, а в зряла възраст – до спиране на менструацията, хирзутизъм, поява на груб мъжки глас.[1]